# Jon Ander Lambea
Jon Ander Lambea Aranguiz (Bilbao, 15 agosto 1973) è un ex calciatore spagnolo.

## Carriera

### Club
Cresce calcisticamente con l'Athletic Bilbao, società con cui esordisce con la squadra riserve nella stagione 1992-1993. Nello stesso anno esordisce con la prima squadra, con cui debutta nella Primera División spagnola il 22 novembre 1992 in Real Burgos-Athletic (1-1).
Con i baschi milita per tre stagioni, passando all'Almería prima, e all'Ouerense poi, in Segunda División spagnola.
In seguito si alterna tra Segunda División e Segunda División B, concludendo la carriera nel 2003.